# Axinotarsus pulicarius
Axinotarsus pulicarius är en skalbaggsart som först beskrevs av Fabricius 1775.  Axinotarsus pulicarius ingår i släktet Axinotarsus, och familjen Malachiidae. Arten är reproducerande i Sverige.

## Bildgalleri

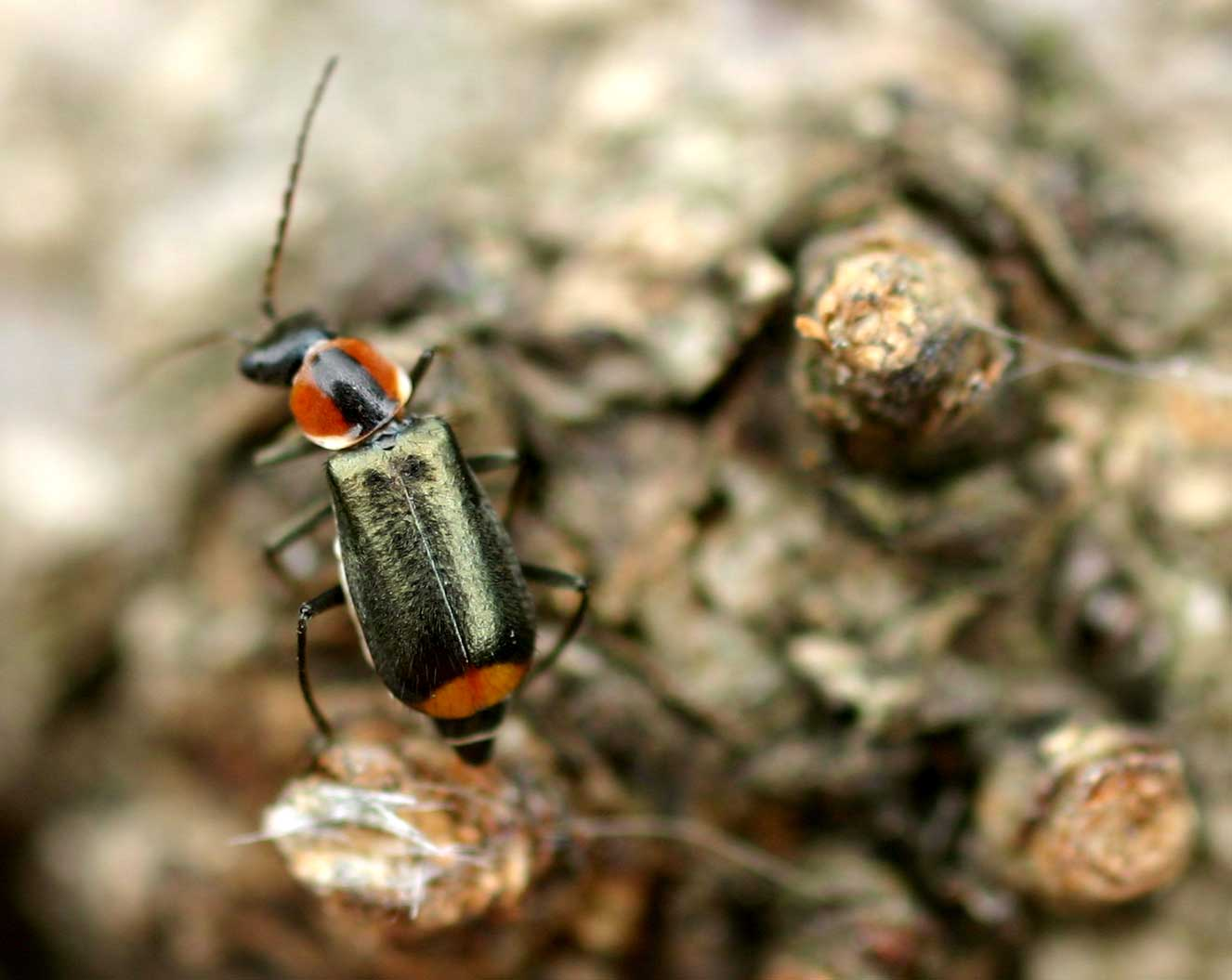
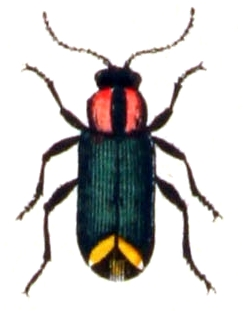